# Nötö, Nagu
För andra betydelser, se Nötö.
Nötö är en ö i Skärgårdshavet i Finland, mellan Nagu och Jurmo. Nötös area är 4,09 km². Till och från ön går förbindelsebåten M/S Baldur '. Som mest har Nötö haft en befolkning på närmare trehundra personer, och har med skola, butik och kapell varit en lokal centralort. Butiken har länge varit nedläggningshotad, i synnerhet vid generationsskiften; år 2022 fick den bybutiksstöd som möjliggör öppethållning året runt. Pensionatet ”Backaro” med sju rum lade ner sin verksamhet år 2019. Här finns även en kyrka som uppfördes 1756. Till en början begravdes de döda under golvet, men 1774 anlades en gravgård med ditforslad sandjord. Nötö kyrka är bas för konsertevenemanget Sommarsång som på Nötö ordnas årligen den 7.7 kl7e.m

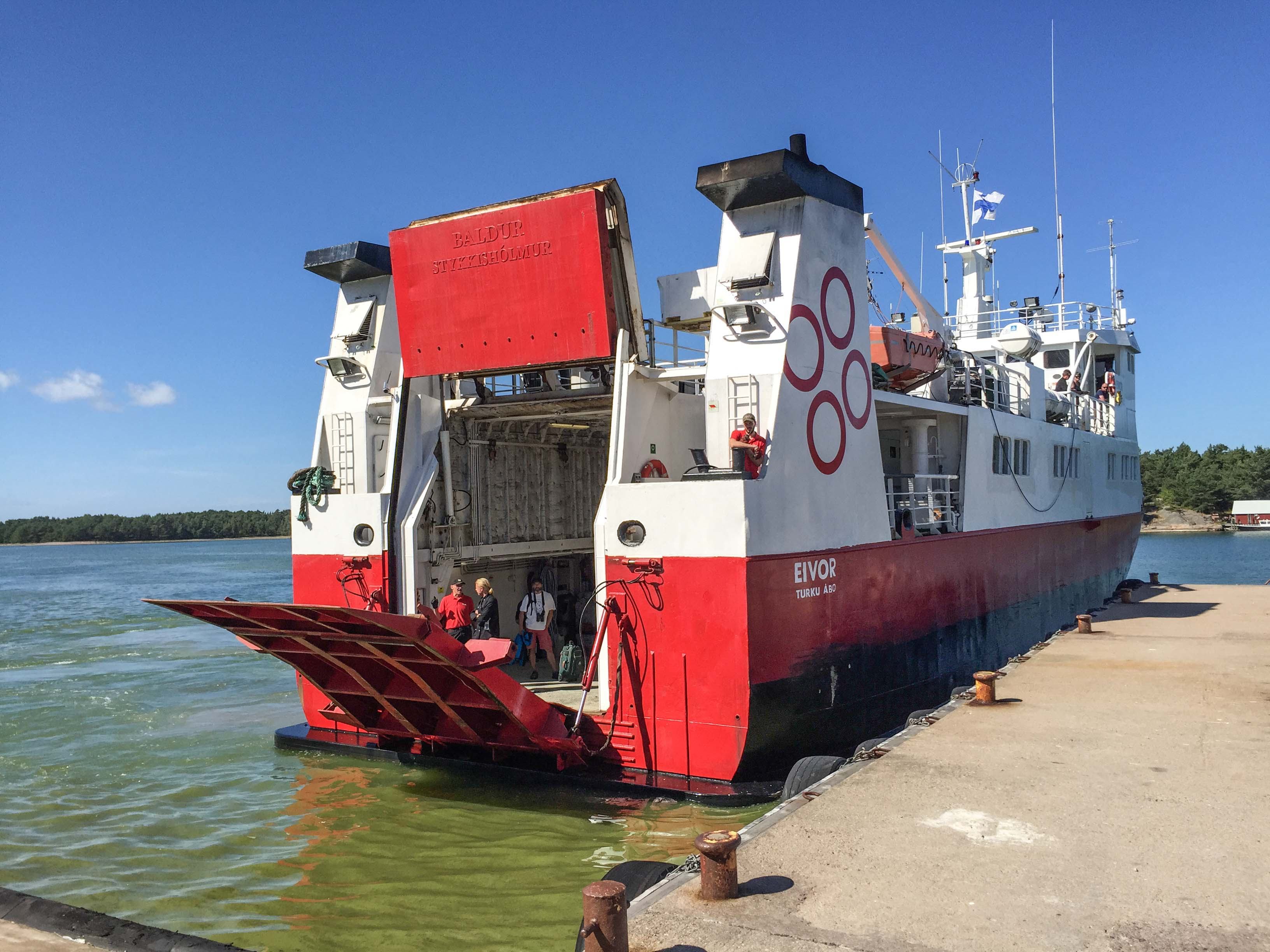
M/S Eivor på Nötö

Nötö har kunnat härbärgera en såpass stor befolkning eftersom den, till skillnad från de flesta andra öar i utskärgården, har en skyddad dalgång med bördig jord där det odlas havre, vete, korn och råg. Redan i 1540 års jordebok nämns inte mindre än tretton gårdar på Nötö.
Från Nötö härstammar sjökaptenen och författaren Krister Mattsson, som skrivit böckerna Morotstjuven, som handlar om Mattssons uppväxt på Nötö, samt Backaiten, i vilken han etablerar sig i vuxenlivet med familj, utbildning och en karriär både till sjöss och slutligen som pensionatsvärd tillbaka på hemgården Backaro på Nötö.
På norra Nötö finns Klockarstenen. Det är ett massivt granitblock med en slät ovansida som lutar mot norr. När man slår på stenen med ett hårt föremål ger den ifrån sig en hög metallisk klang. Urgröpningar längst stenens kant visar att den har slagits på flitigt under tidens gång.

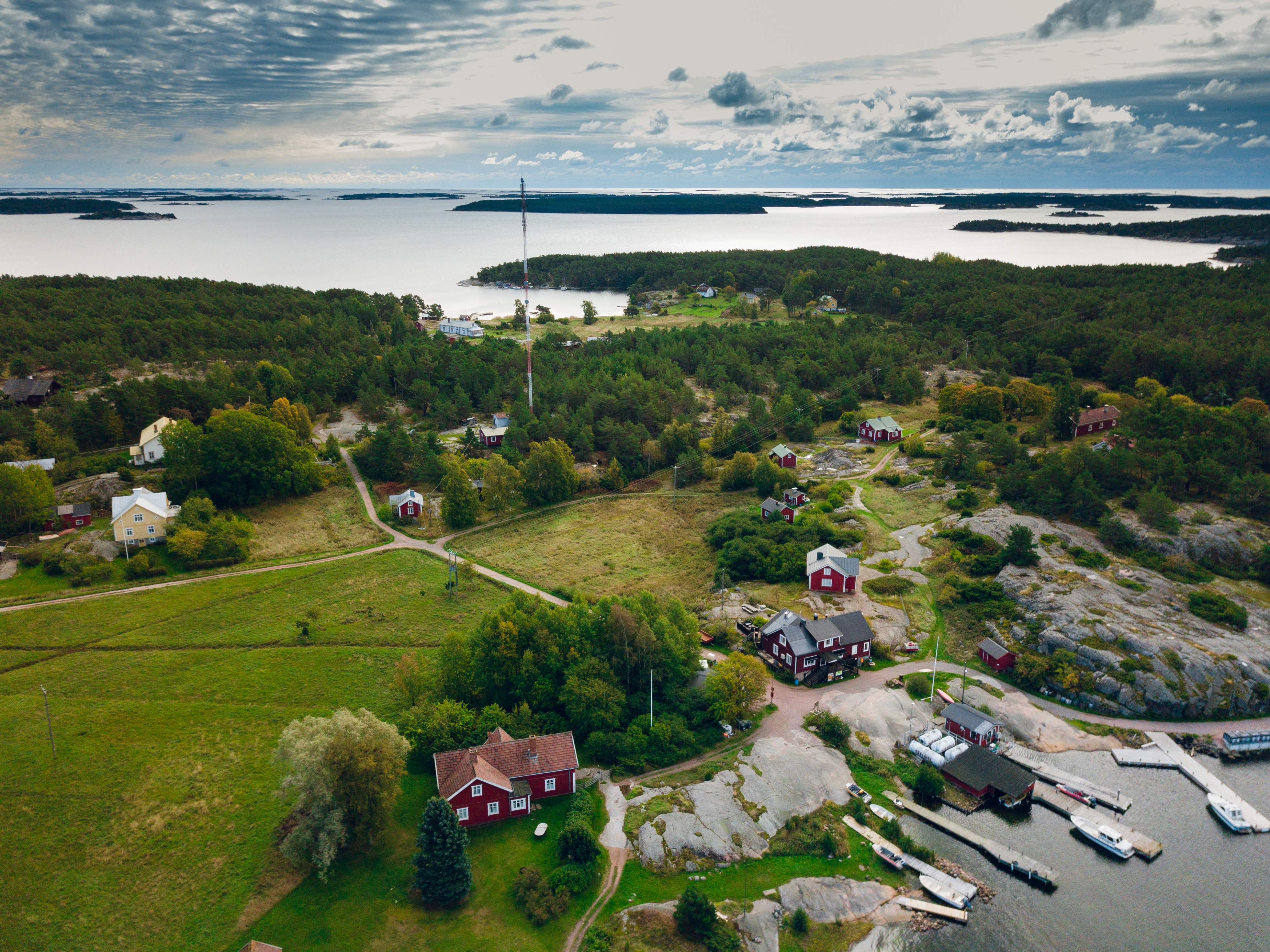
Nötö fotograferat från luften
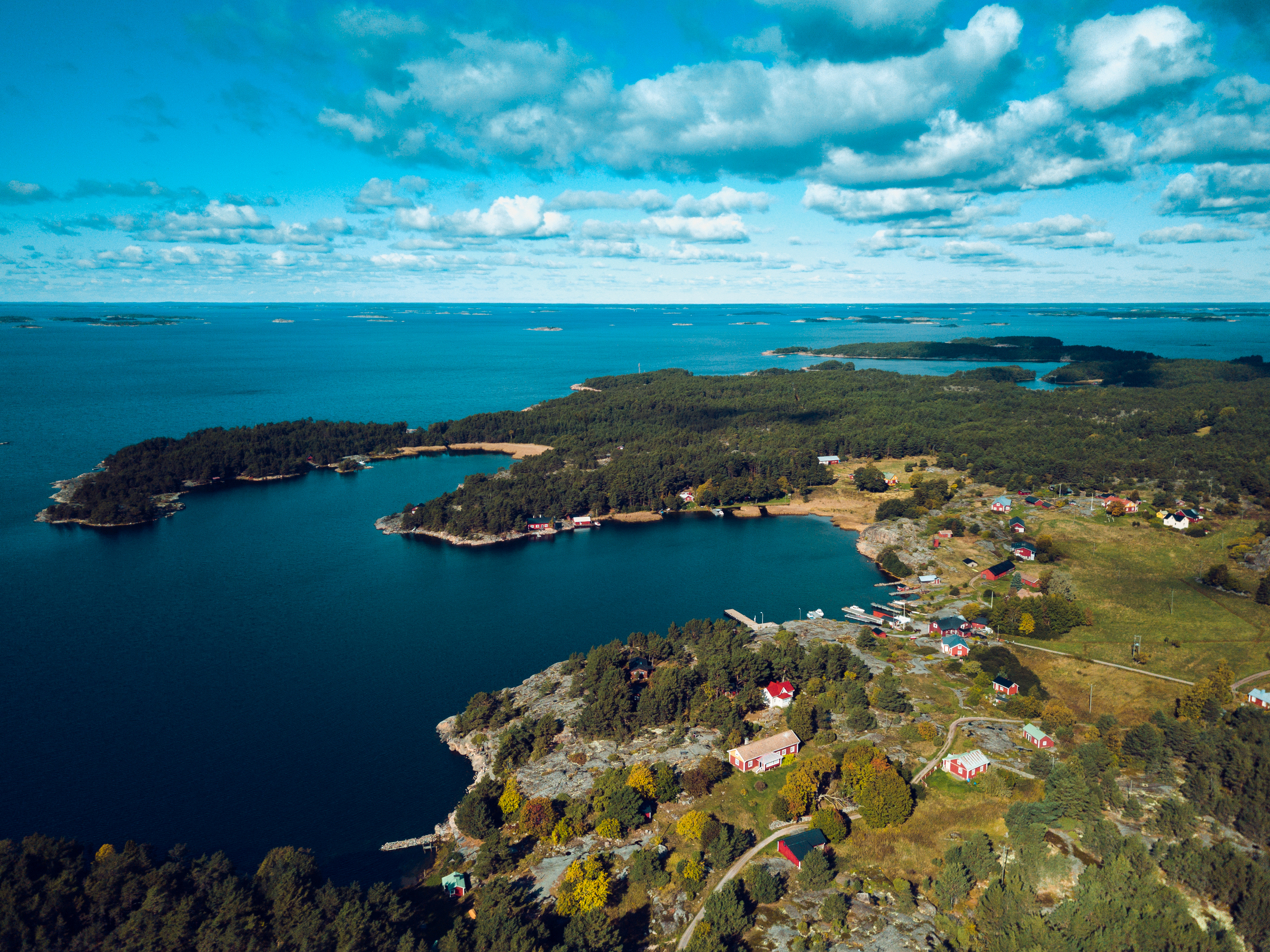
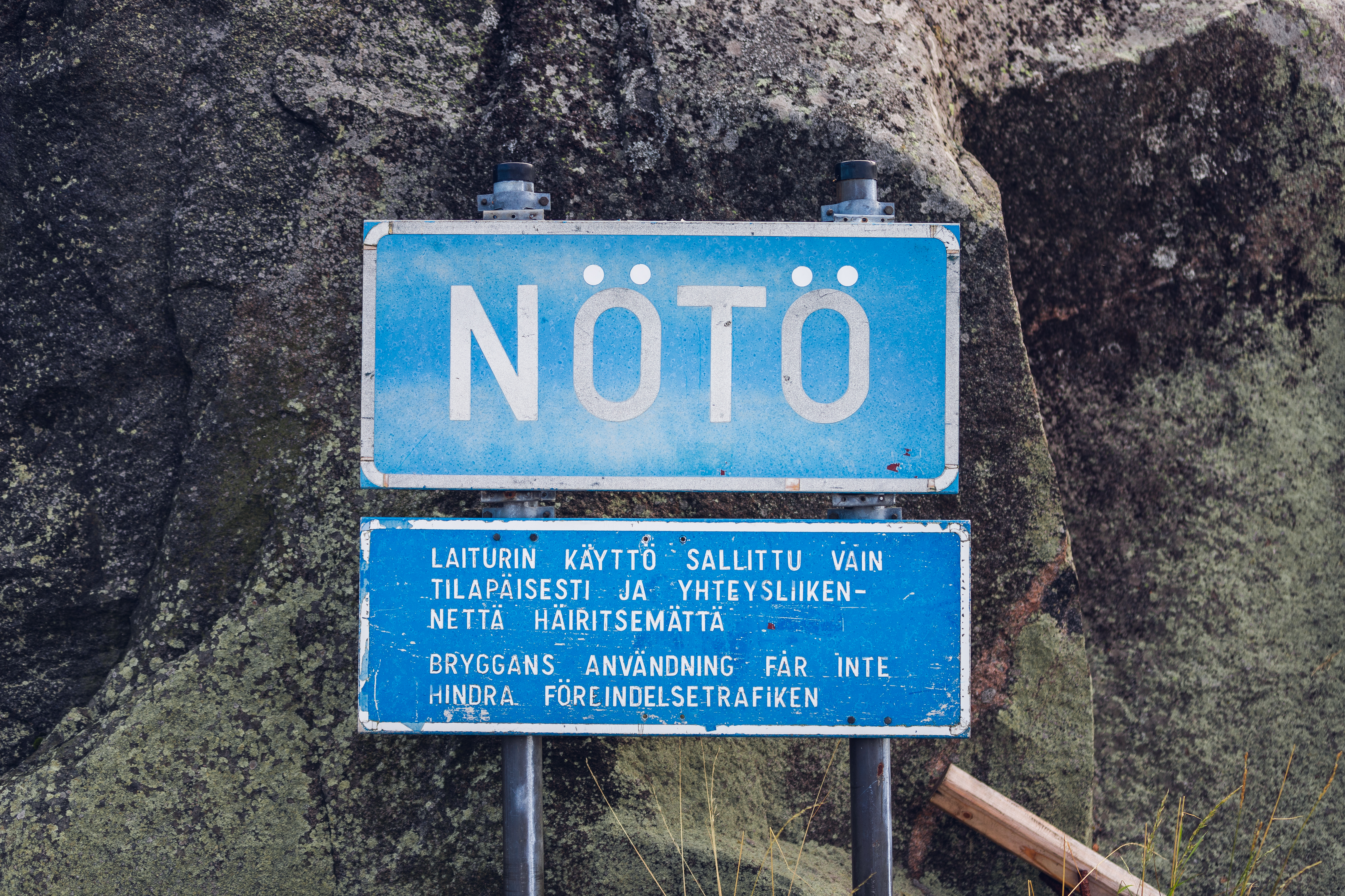
Nötö skylt
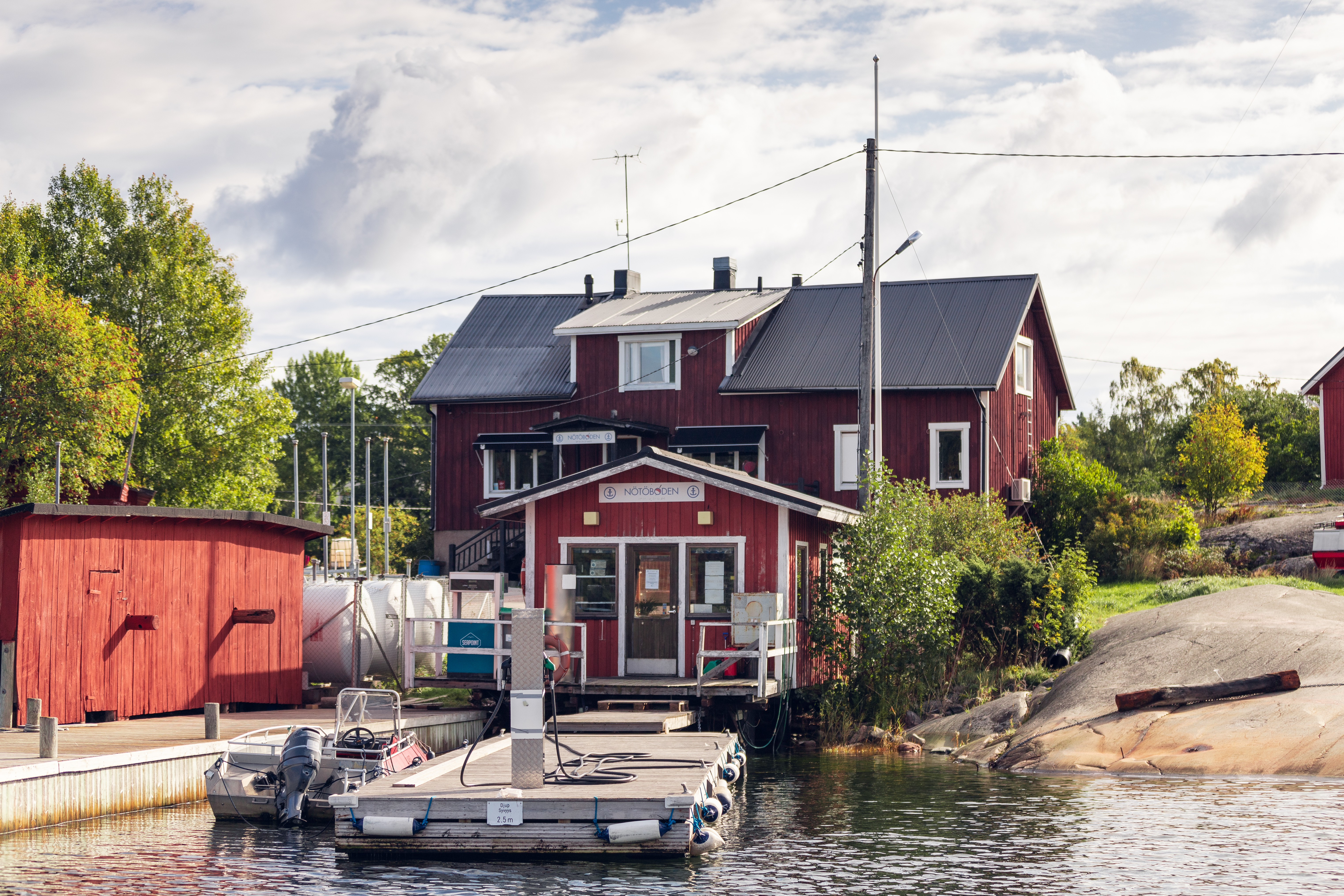
Nötöboden
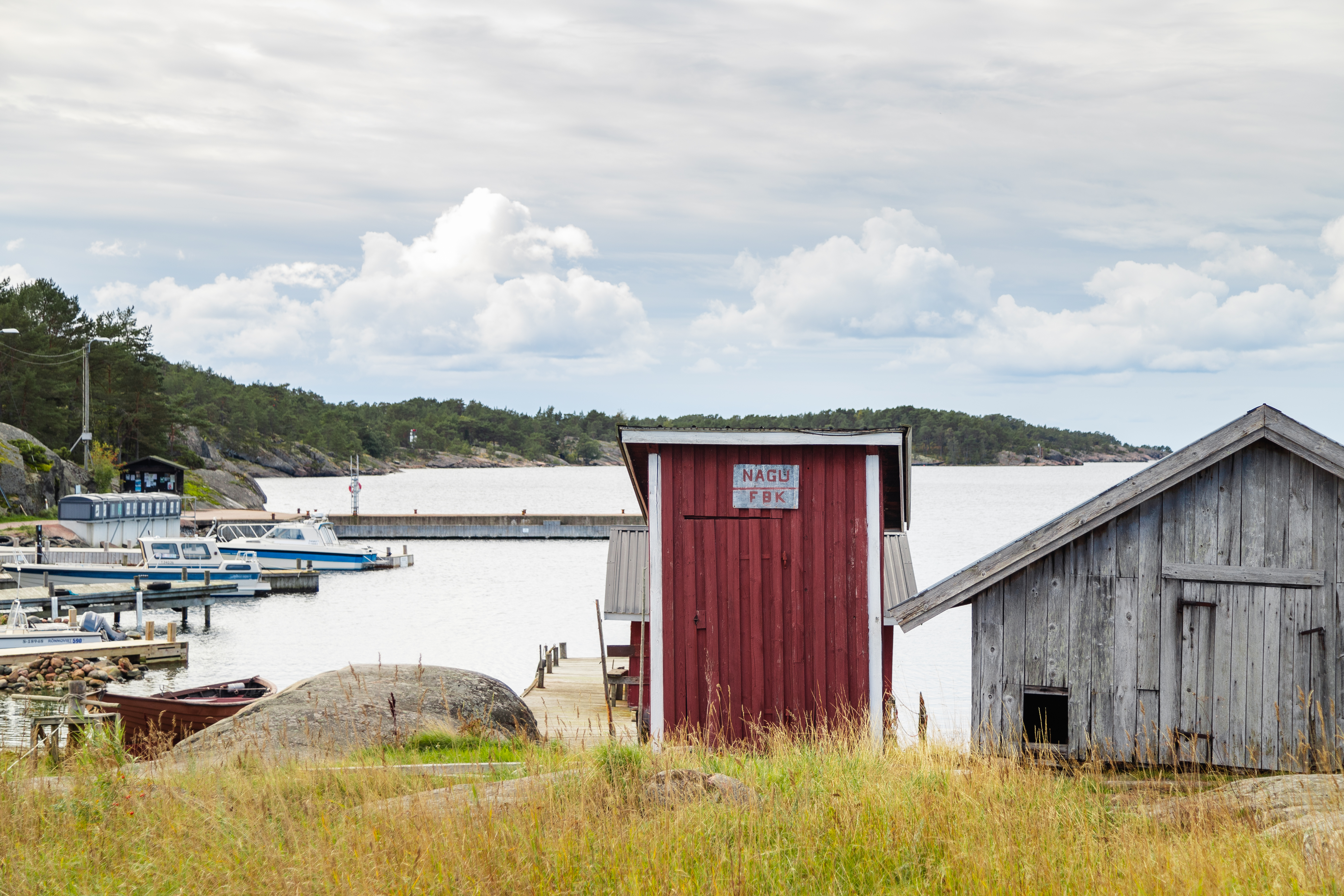
Nötö Nagu FBK
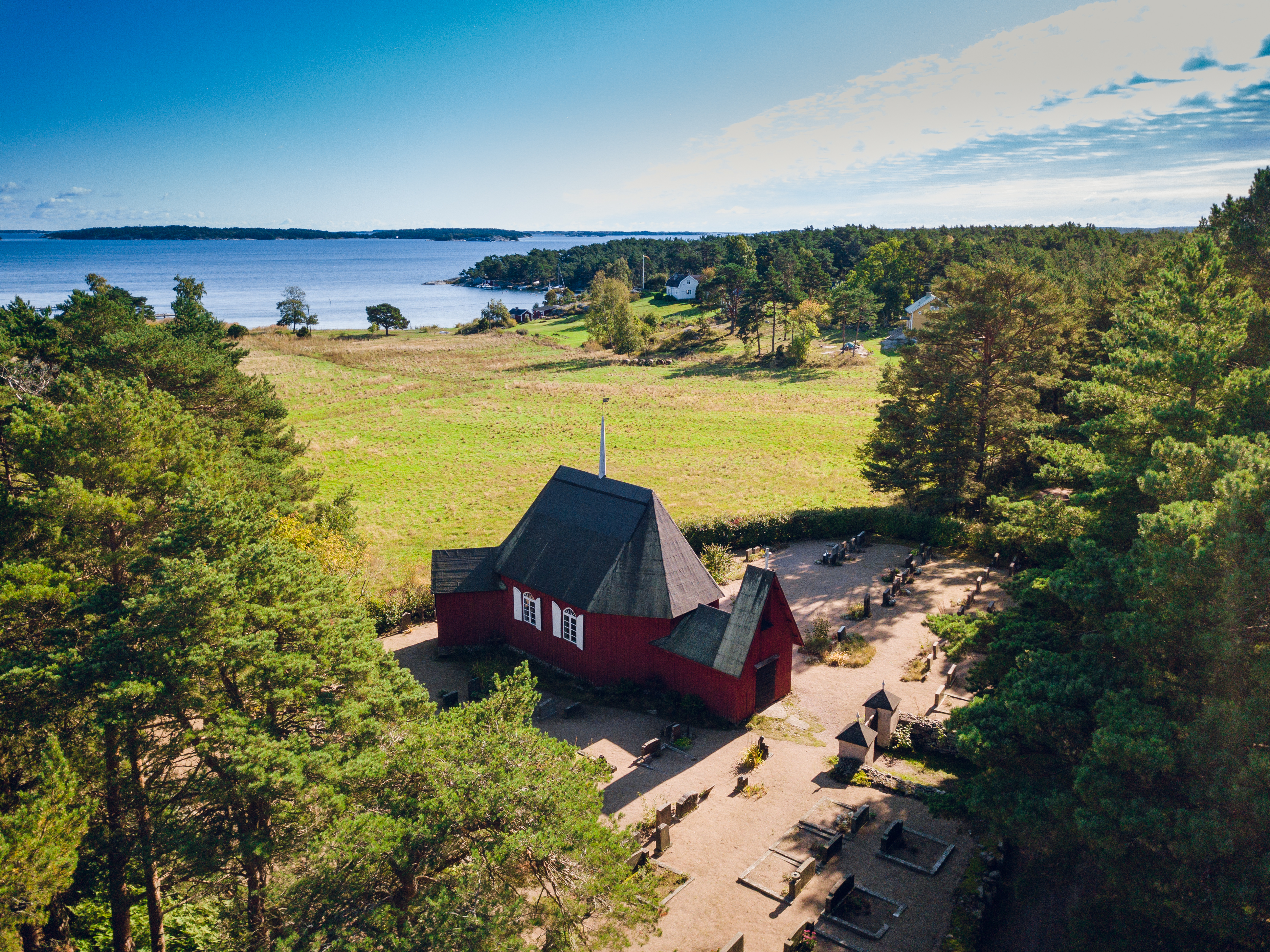
Nötö kapell fotograferat från luften
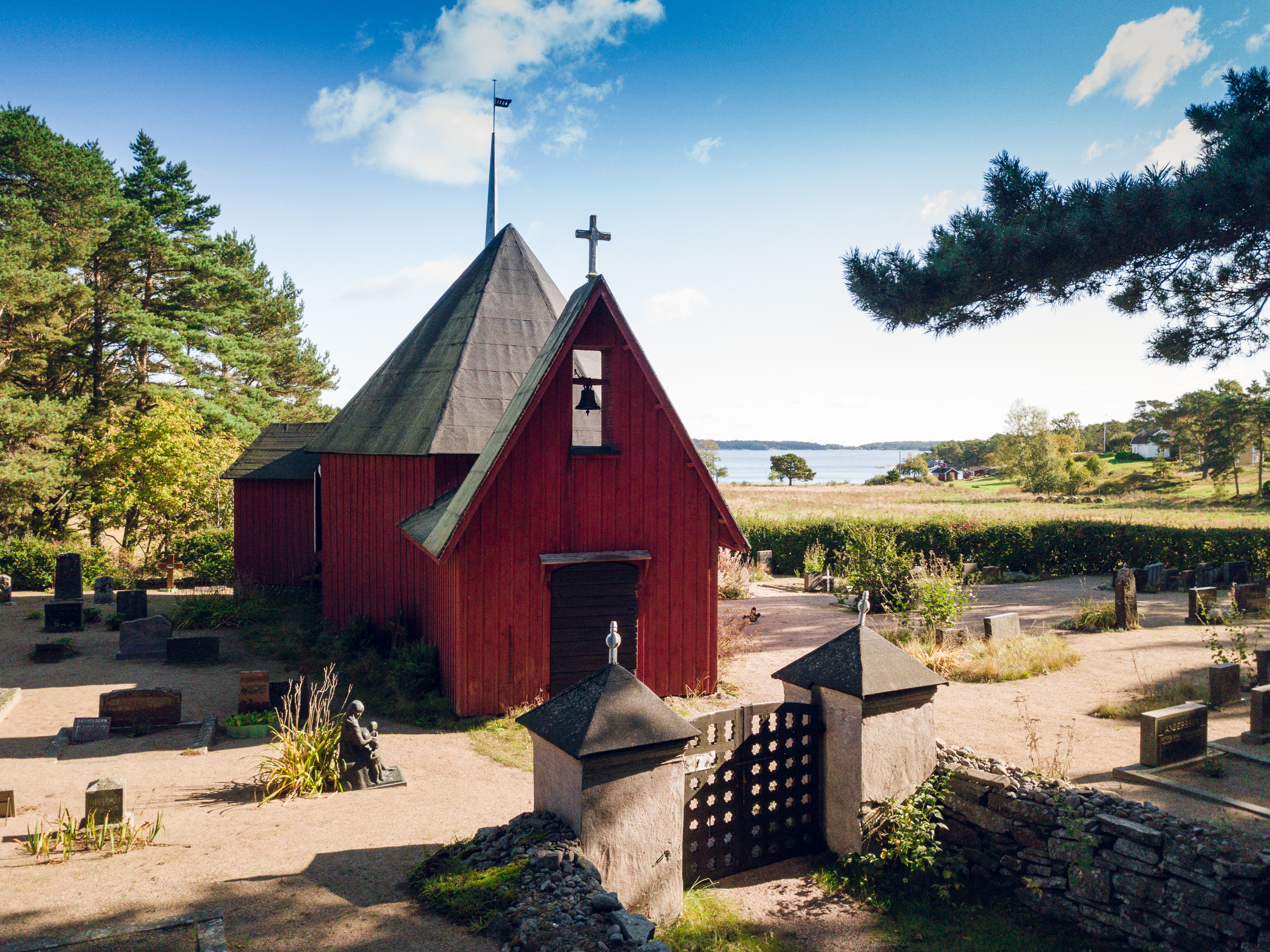
Framsidan av Nötö kapell fotograferat från luften
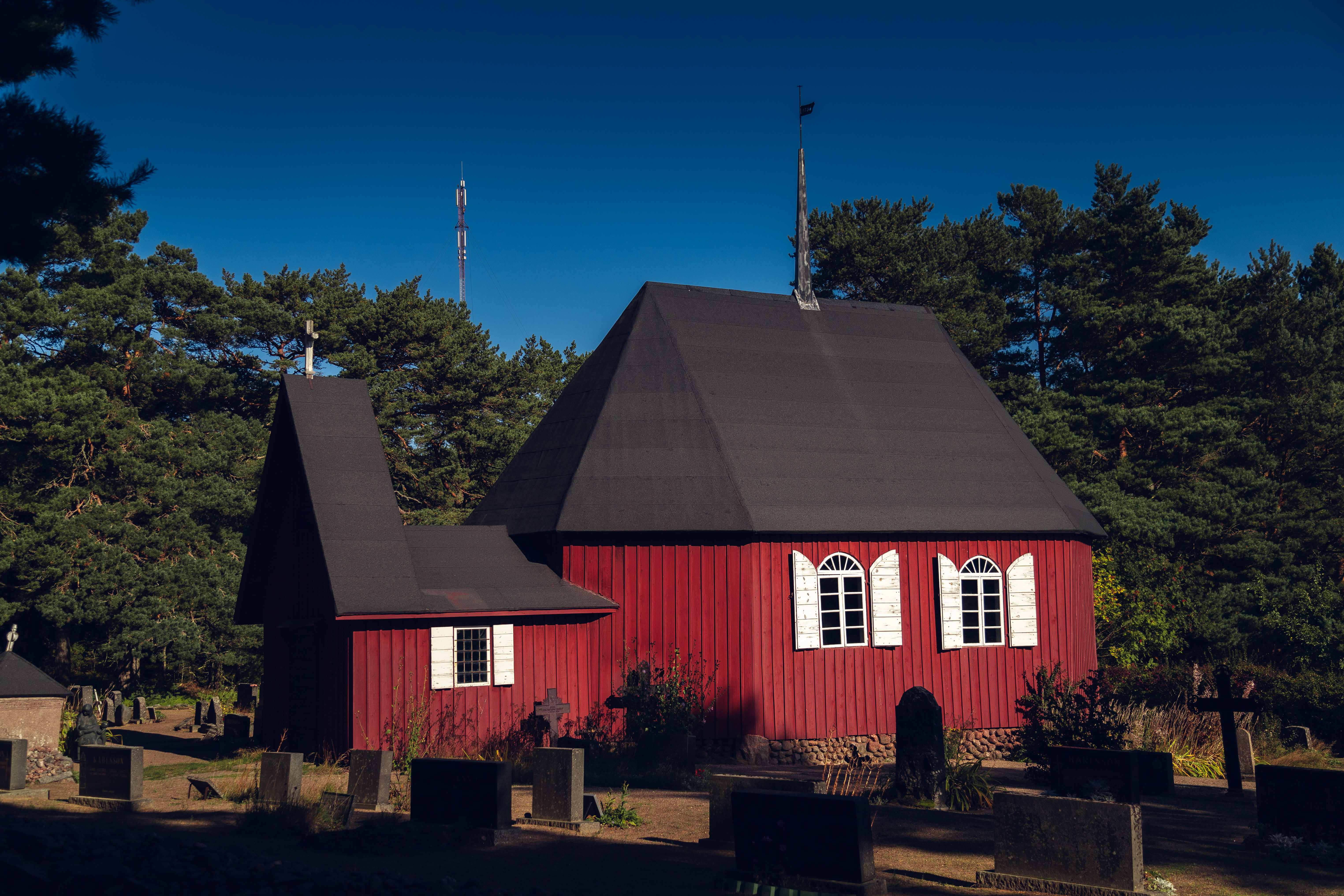
Nötö kyrka kapell
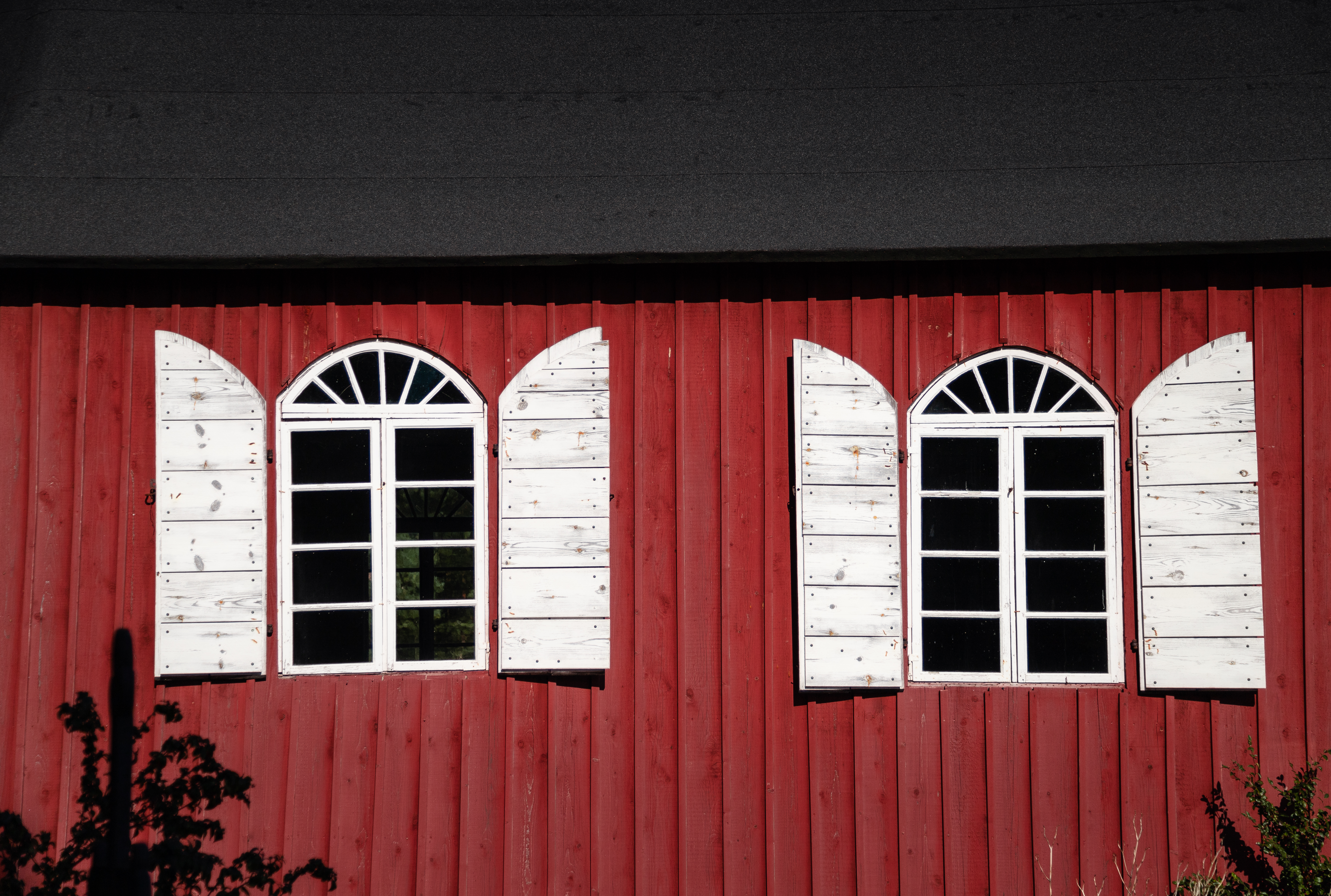
Nötö kapell
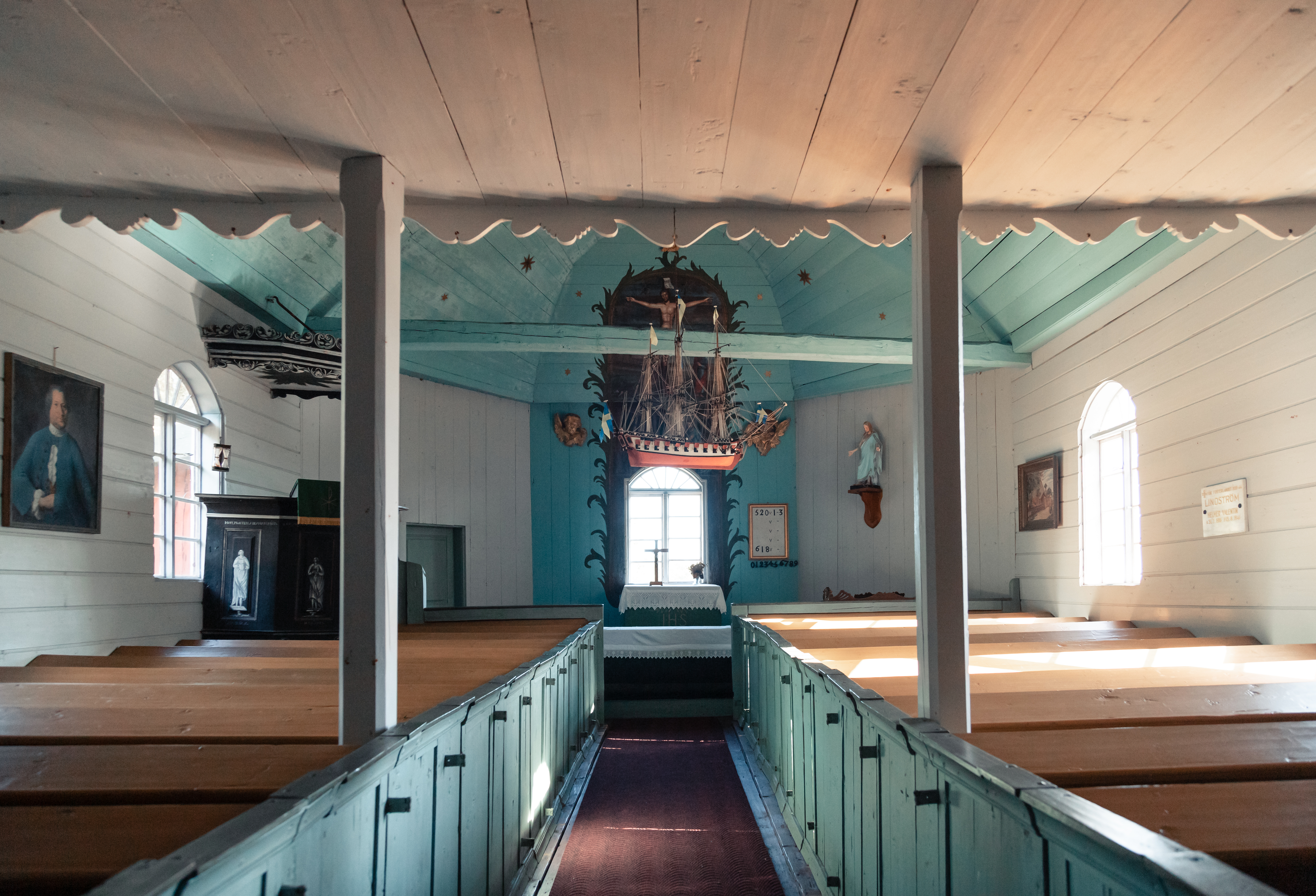
Nötö kapell fotograferat inifrån
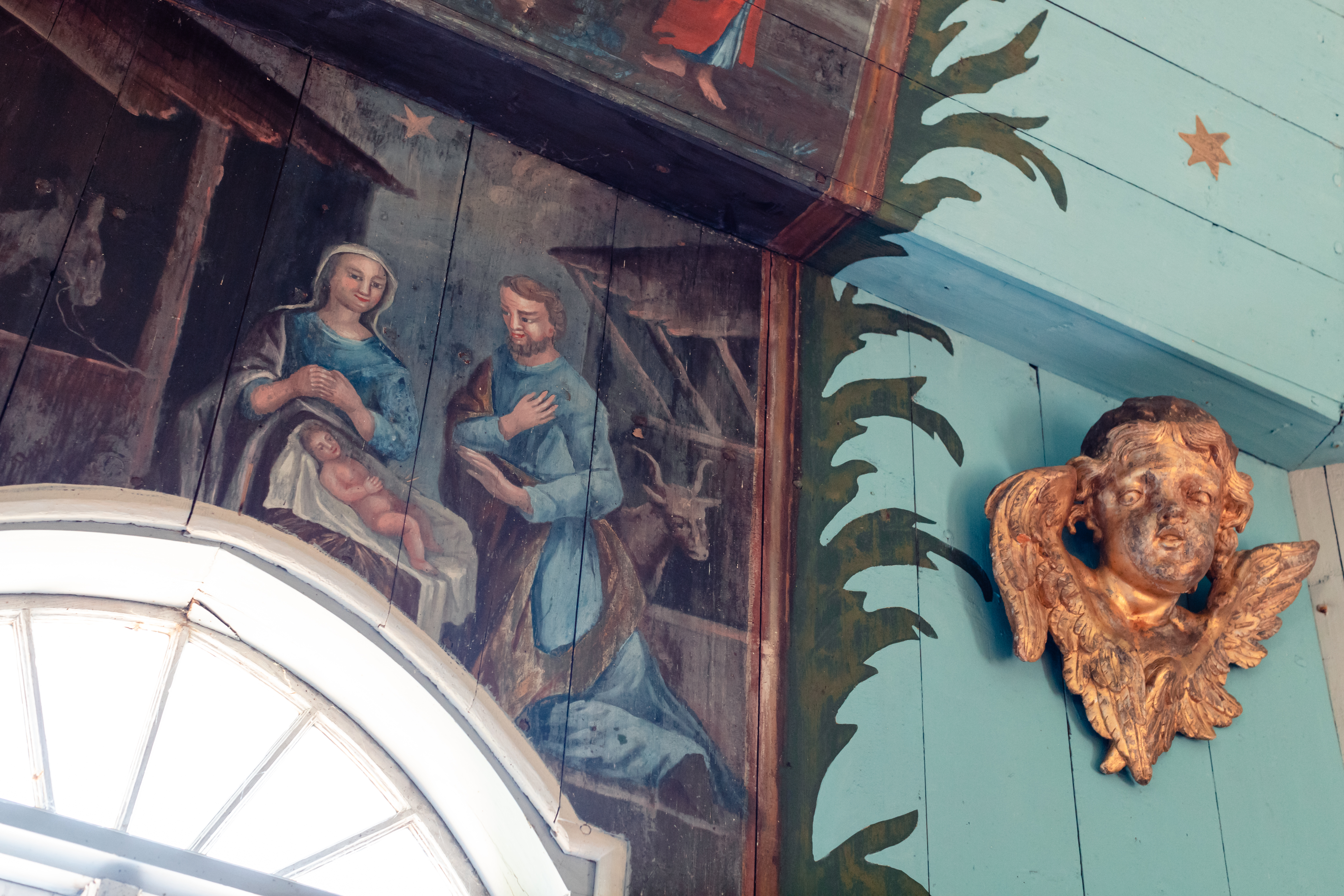
Nötö kapell altarmålning
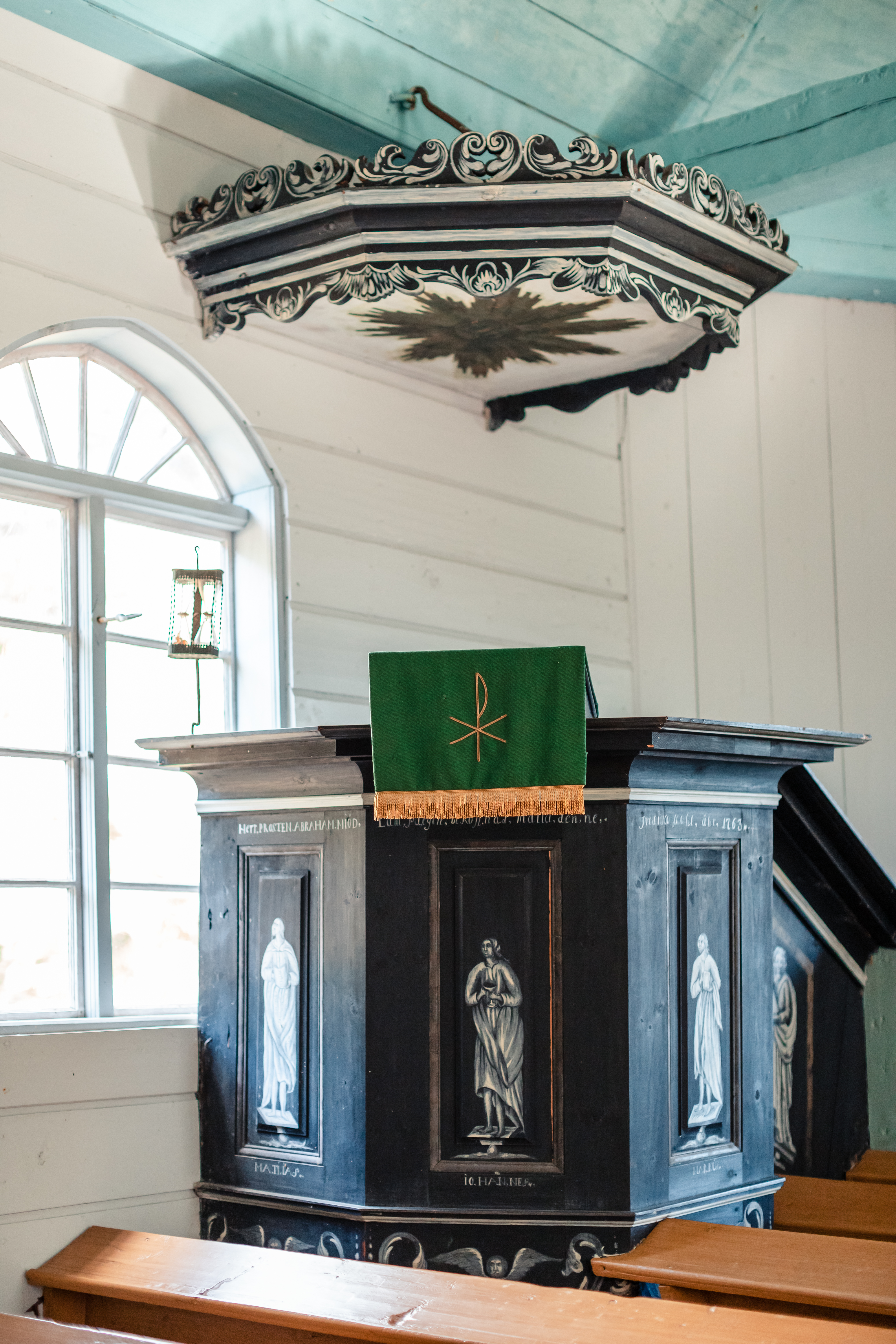
Nötö kapell predikstol
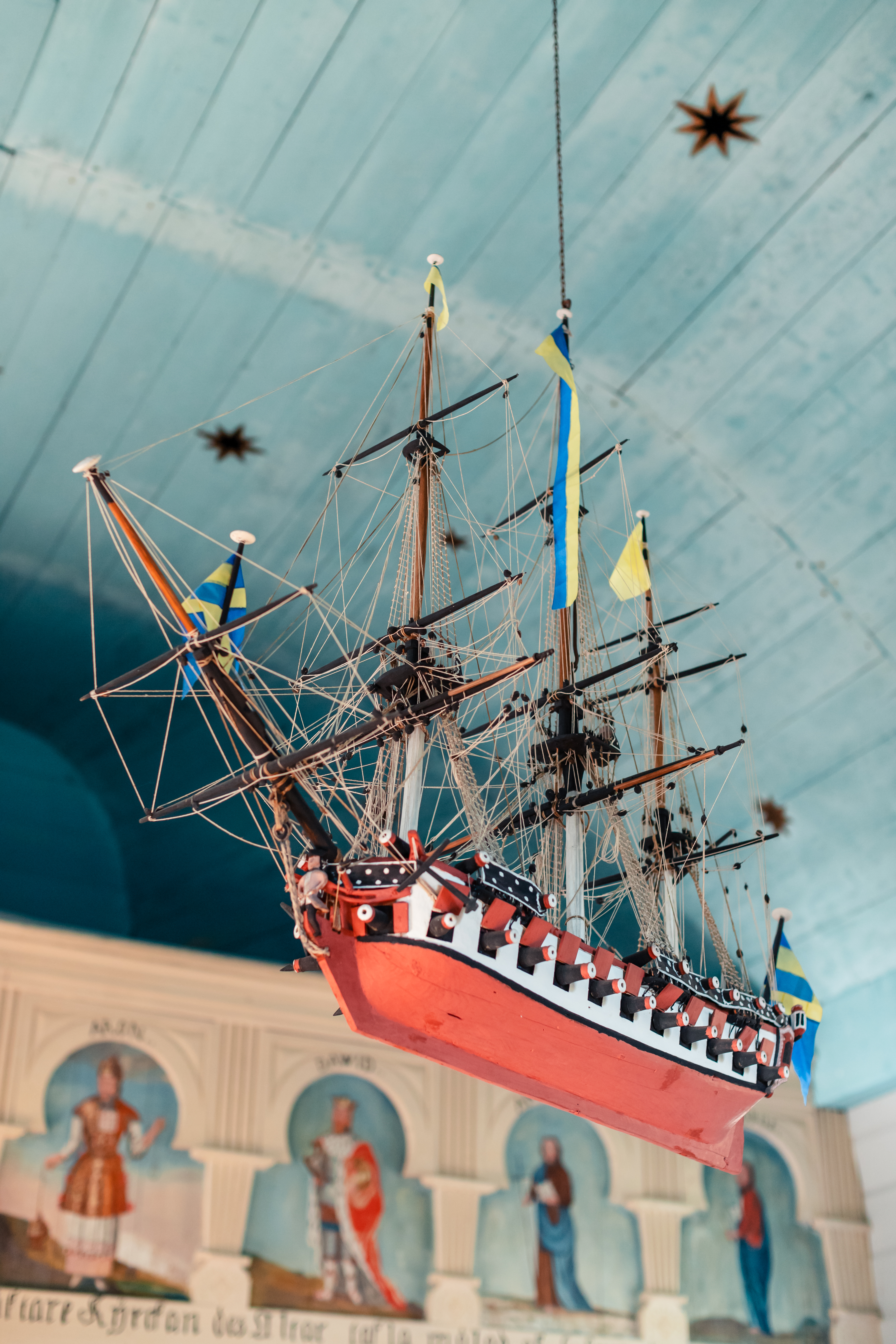
Nötö kapells votivskepp
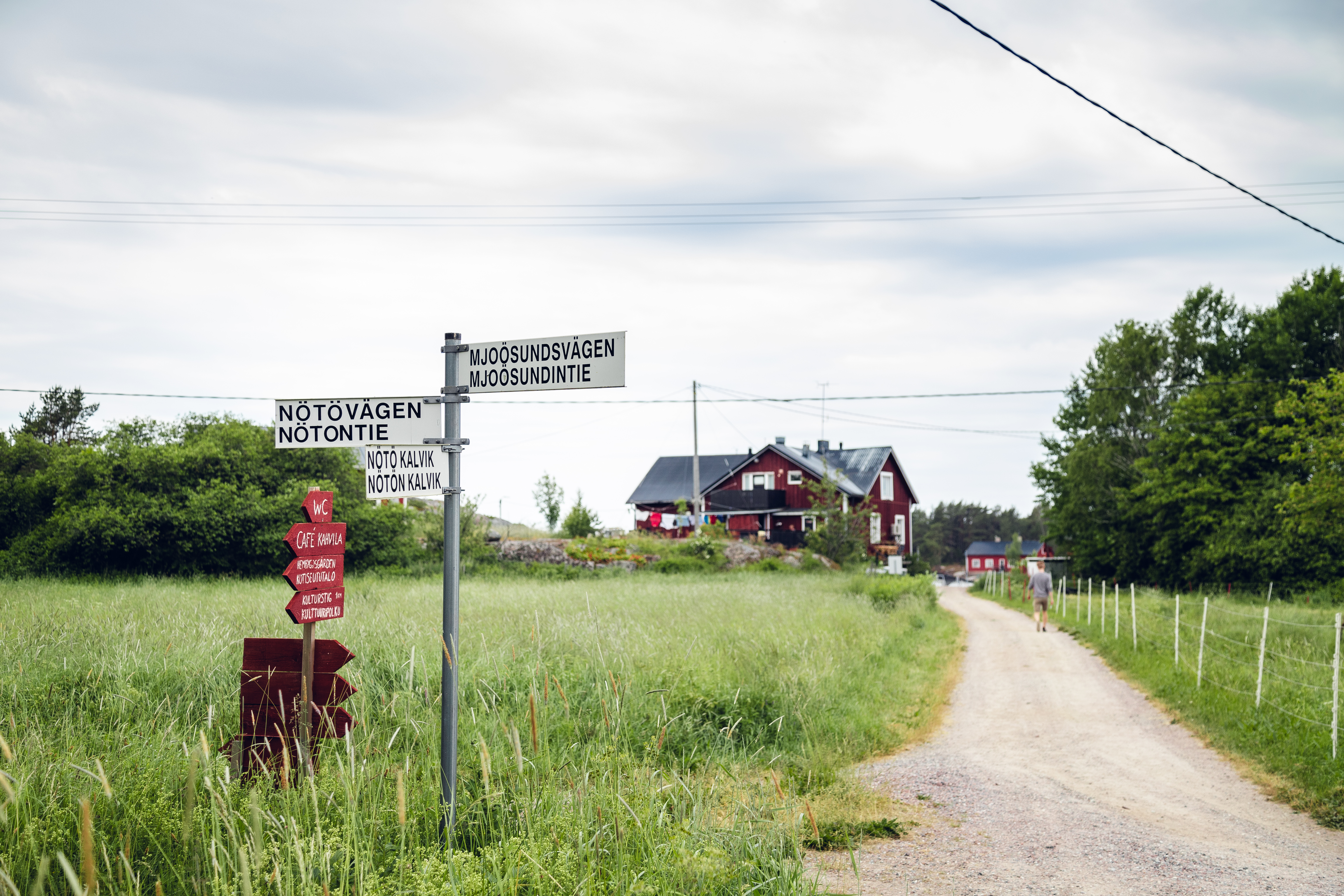
Vägkorsning på Nötö
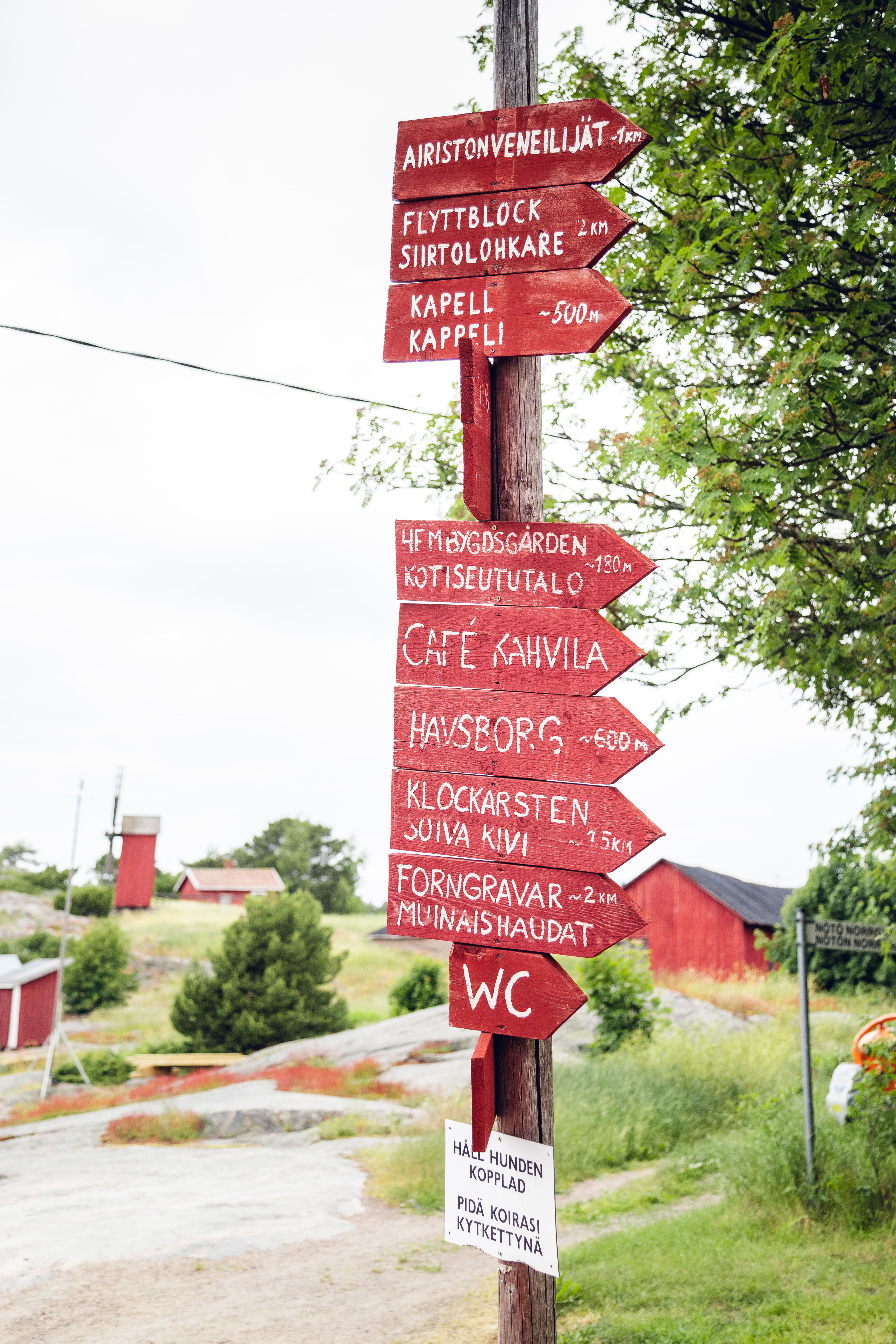
Nötö skylt
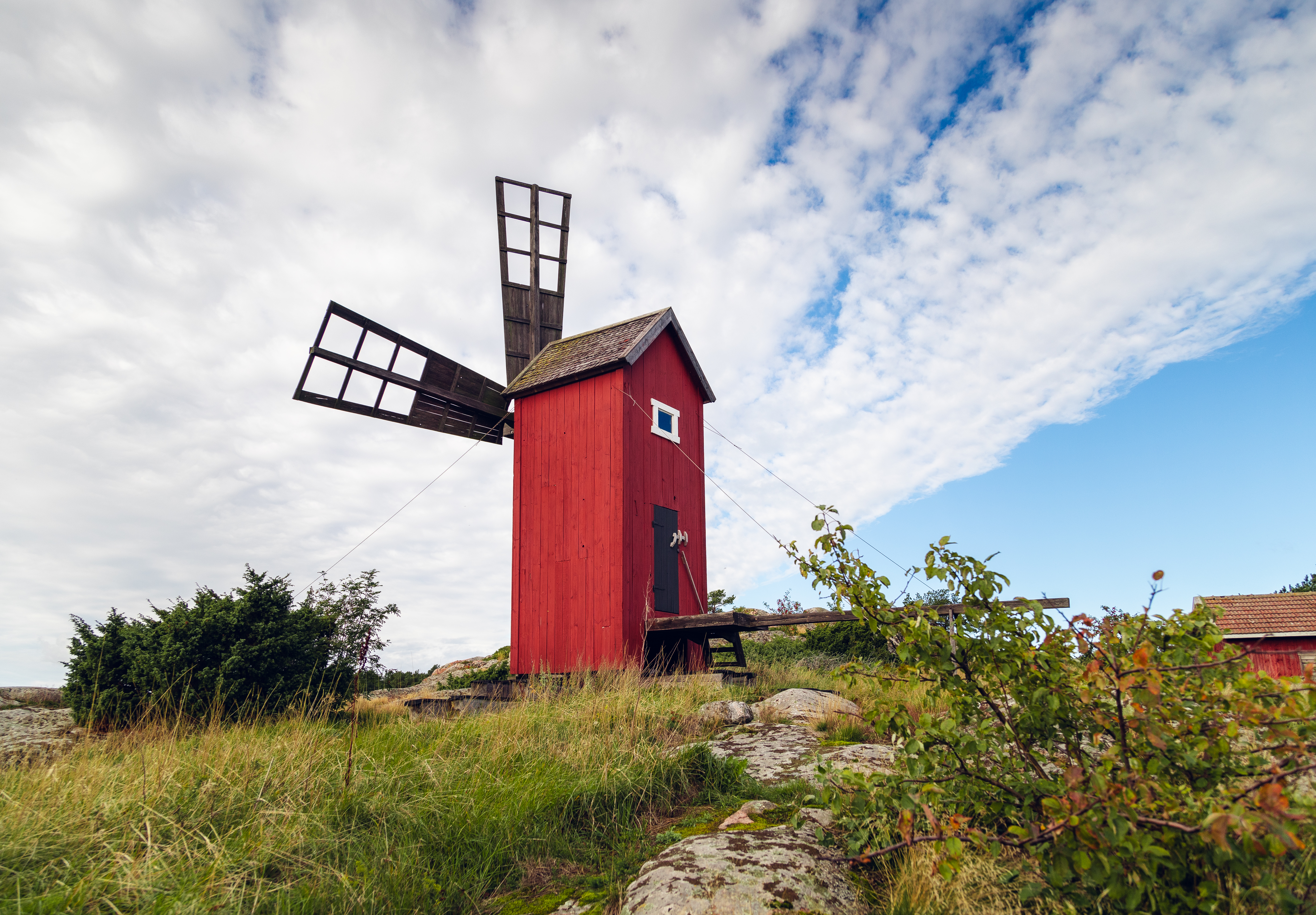
Nötö väderkvarn
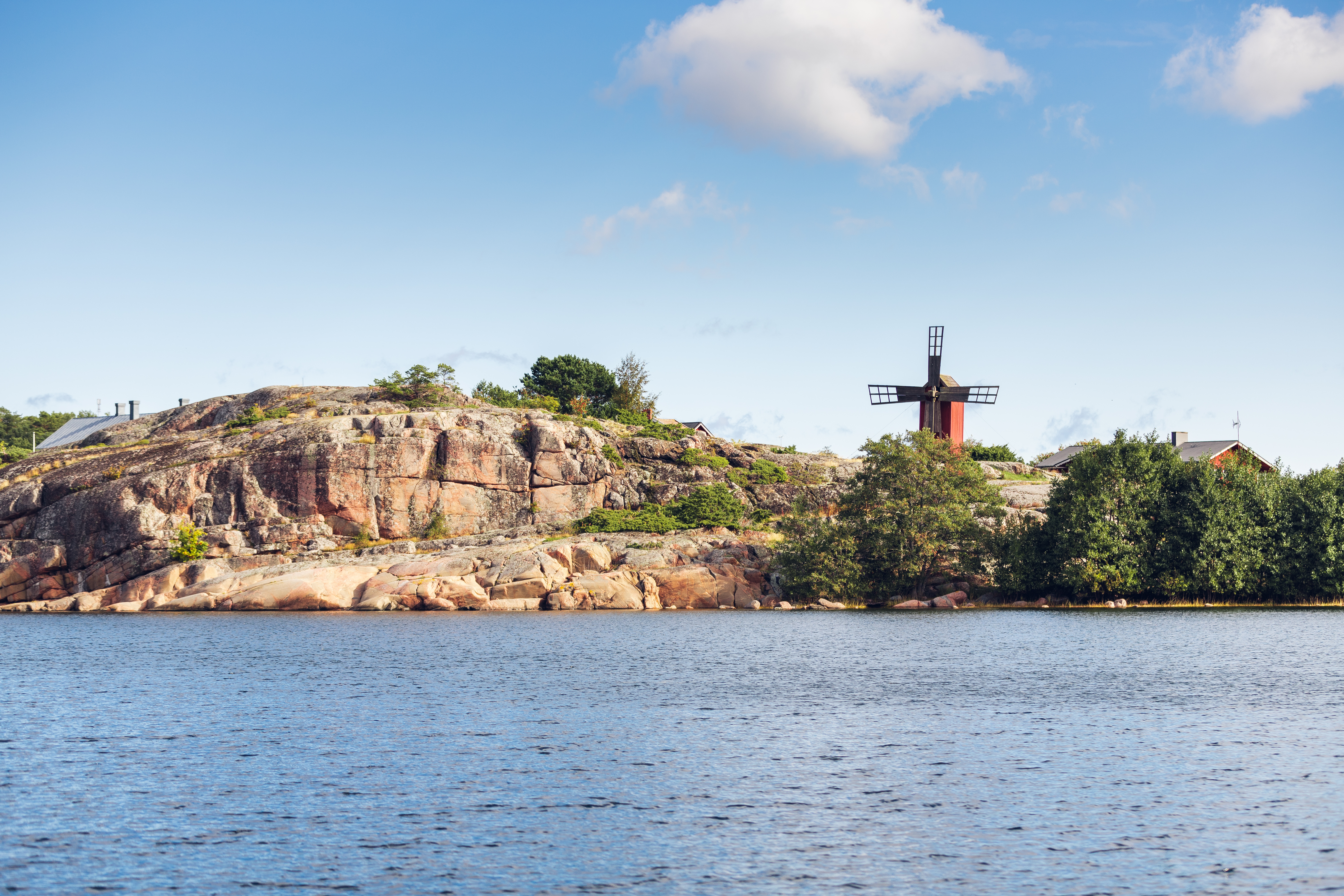
Väderkvarnen på avstånd